# Maximilian Geissel

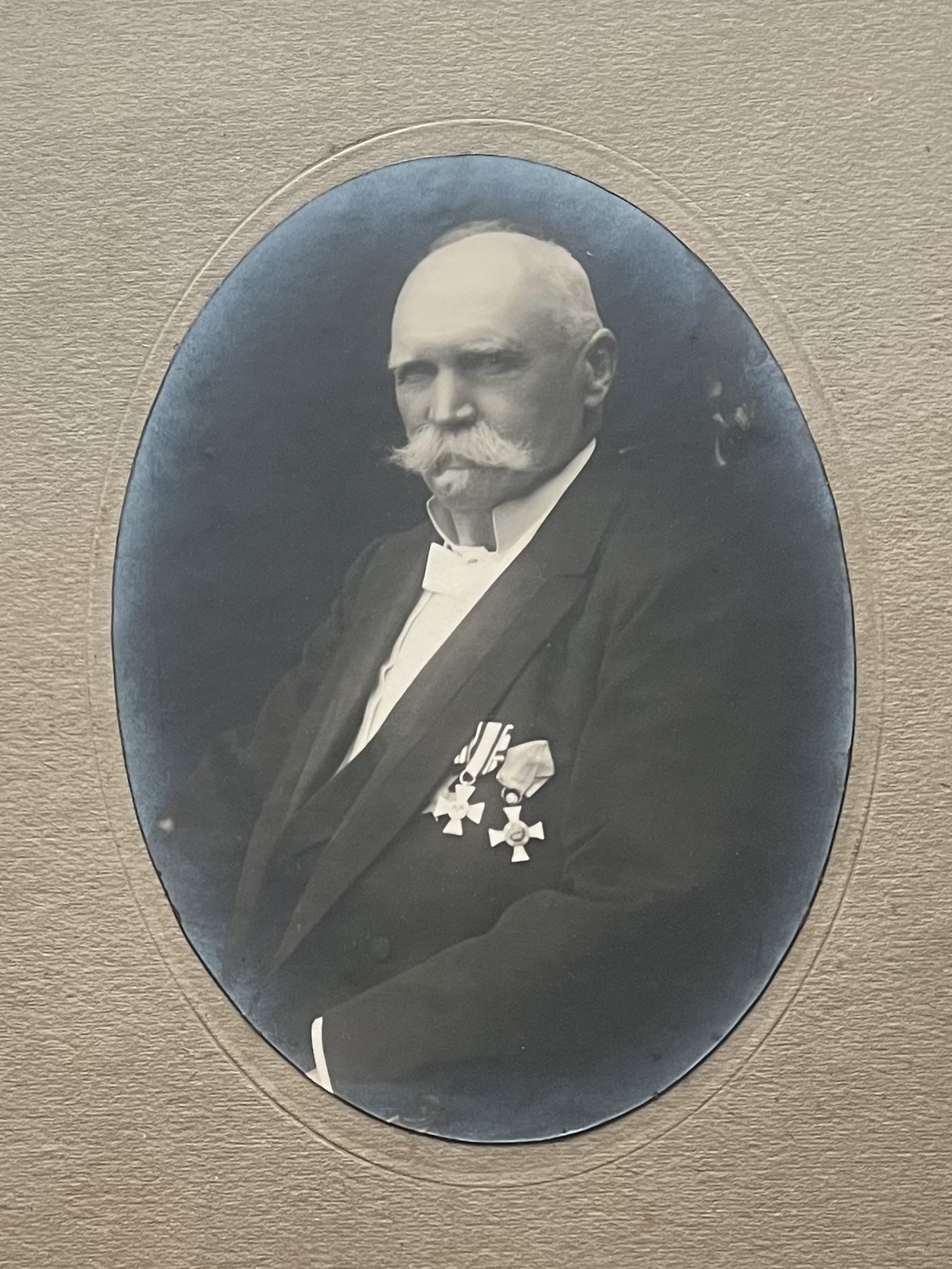
Max Geissel

Maximilian „Max“ Geissel (* 28. Oktober 1842 auf Gut Geissel bei Langenberg in Westfalen; † 29. Dezember 1931 ebenda) war ein deutscher Gutsbesitzer, Justizrat, Rechtsanwalt und Notar.

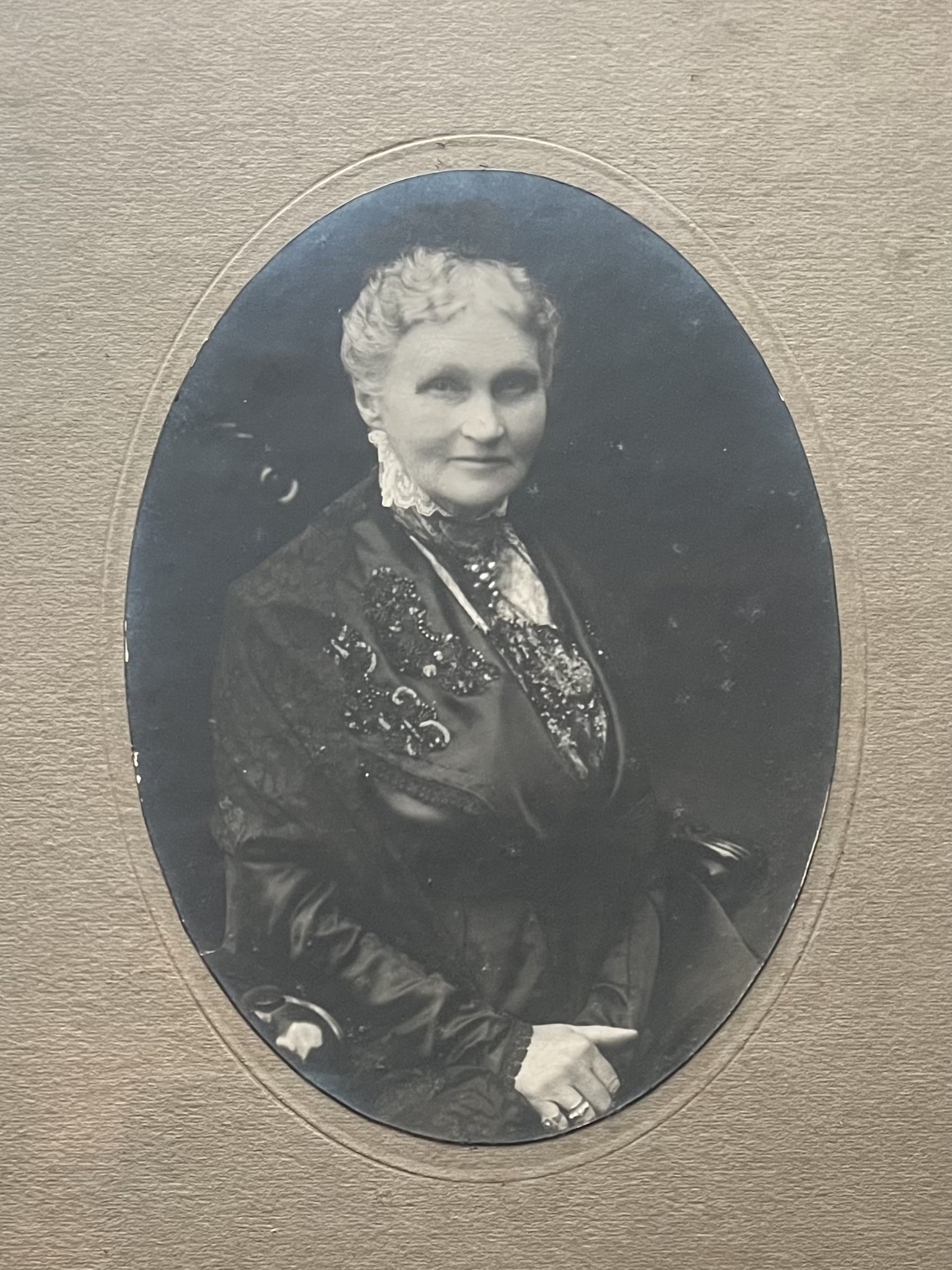
Mimi Geissel, geb. Rintelen

## Leben
Max Geissel wurde als Sohn des Gutsbesitzers Franz Arnold Geissel (1807–1898) und dessen erster Ehefrau Luise Mumpro (1815–1846) geboren. Seine erste Ausbildung erhielt er durch Hauslehrerinnen, bevor er das Progymnasium in Rietberg und das Gymnasium in Paderborn besuchte. Er absolvierte an den Universitäten zu Bonn, Heidelberg und Berlin das Studium der Rechtswissenschaften und legte das Auskultator- und Referendar-Examen 1863 und 1865 vor dem Appellationsgericht in Paderborn ab. Die große juristische Staatsprüfung folgte 1868 in Berlin. Im Oktober selben Jahres wurde er zum Gerichtsassessor in Bielefeld und Minden ernannt, bevor er 1871 zum Kreisrichter in Warburg und Gerichtskommissar in Borgentreich berufen wurde.
Er heiratete 1870 Maria „Mimi“ Catharina Rintelen (1846–1927), Tochter des Geheimen Justizrats und Appellationsgerichtsrats August Rintelen aus dem Borgholzer Familienzweig derer von Rintelen. Im Mai 1876 wurde er zum Notar mit Anweisung seines Wohnsitzes in Warburg ernannt, in welcher Stellung er bis 1922 verblieb. In Warburg führte die Familie ein weltoffenes Haus und ermöglichte jedem der zehn Kinder ein universitäres Studium. Der älteste Sohn August war bis 1940 Forstmeister in Alt-Sternberg, Ostpreußen und der Sohn Theodor Regierungsbaumeister in Paderborn. Der jüngste Sohn Engelbert war Gutsbesitzer und als Rechtsanwalt und Notar in Rietberg tätig. Unter dem Namen Jenny Kork wurde die Tochter Maria Anna Rosa als Malerin bekannt. Die jüngere Tochter Bettina erwarb einen Dr. phil. und war Studienrätin in Köln.
Max Geissel war ein gesuchter Anwalt und über Jahrzehnte Verwalter mehrerer adeliger Güter im Kreis Warburg. Unter anderem war er Generalmandatar des Grafen von Bocholtz, der Grafen von Oeyenhausen und Oeyenhausen-Reelsen, des Freiherrn von Spiegel und der Baronin von und zu Schachten auf Schachten bei Grebenstein. Sidonie von Schachten bestellte ihn zum Vormund ihrer zwei entmündigten Kinder und zugleich zum Generalbevollmächtigten ihrer Besitzungen des Rittergutes Schachten. Die Verwaltung hatte er bis 1923 inne.
Zu seinen größten Mandaten zählte die Familie derer von Sierstorpff in Bad Driburg, die er in einem Erbstreit um die nach Fideikommissrecht vererbten Güter vertrat. Er wurde von der obsiegenden Partei zum Generalbevollmächtigten mit uneingeschränkter Befugnis bestellt, wodurch ihm die Verwaltung von sechs bedeutenden Gütern und 6.000 Morgen Wald zu vielen. Auch Graf Wilhelm von Bocholtz-Alme in Niesen übertrug die Verwaltung seines Vermögens auf den Justizrat Geissel, welches mehr als 11.000 Morgen Grundbesitz, eine Papierfabrik und eine Holzschleiferei umfasste. Er verteidigte auch diesen Mandanten in mehreren großen Prozessen erfolgreich gegen dessen Verwandtschaft, die Ansprüche auf den umfangreichen Besitz erhob.
Als der Domherr Freiherr von Spiegel zum Desenberg 1877 starb, nahm Geissel für dessen Testamentserben, den Freiherrn von Spiegel-Peckelsheim, mehrere Güterkomplexe in Besitz, bis die Teilung unter den Erbprätendenten gerichtlich festgestellt war. In diesem Zusammenhang ereignete sich am 8. Oktober 1878 im Forsthaus des Bühner Waldes, das zu den Besitzungen des Domherrn gehörte, ein Attentatsversuch. Gegen Mitternacht wurden durch das Fenster des Forsthauses zwei Schüsse auf das Bett des Justizrats abgegeben, der im Erdgeschoss übernachtete. Eine bei der Staatsanwaltschaft in Paderborn gestellte Anzeige führte zur Ergreifung zweier Verdächtiger, die einen Alibibeweis führen konnten und freigelassen wurden. Nachdem die Frist zur Strafverfolgung verstrichen war, denunzierte sich einer der Verdächtigen und seinen Komplizen selbst und gestand die Tat in vollem Umfang. Eine weitere Strafverfolgung unterblieb.
In Warburg wurde Max Geissel zum Beigeordneten gewählt. Er verwaltete die Stadt als stellv. Bürgermeister und machte sich um die Erweiterung des Wegenetzes und die Aufforstung des 3000 Morgen großen Warburger Stadtwaldes verdient. Fast 23 Jahre hatte er die Jagd im Warburger Wald inne, welche ihm die Stadt gegen einen symbolischen Betrag und das Versprechen, ihr als juristischer Beistand zur Seite zu stehen, verpachtete.
Im Jahr 1881 kaufte er seinem Vater das Familiengut Geissel bei Langenberg ab und vergrößerte in den Folgejahren dessen Waldbesitz, den er umfangreich aufforsten ließ. Er verblieb als Rechtsanwalt in Warburg und Paderborn, das Gut wurde von Verwaltern bewirtschaftet. Von seinem Schwiegervater erwarb er 1884 das Haus Rintelen in Paderborn mit dem heute als Geissel’scher Garten bekannten Park zwischen den Paderarmen unweit des Doms.
Nach seiner Pensionierung 1922 bewohnte er zunächst das Haus in Paderborn, bevor er zurück auf das Familiengut zog.

## Wilddieb Klostermann
Als Max Geissel im Juni 1880 erste Pirschgänge im Warburger Wald unternahm, stieß er mit dem im Eggegebirge berüchtigten Wilddieb Hermann Klostermann zusammen, den er ergriff und durch sein Jagdpersonal dem Staatsanwalt zu Paderborn übergab. Bereits 1868 trafen sie erstmals zusammen, als Geissel Assessor am Schwurgericht in Paderborn und Beisitzer bei einer Verhandlung des wegen Mordversuchs an drei Forst- und Jagdbeamten angeklagten Klostermann war. Klostermann wurde des Mordversuchs freigesprochen, aber zu acht Jahren Gefängnis wegen Wilddieberei verurteilt.
Zwei Jahre vor dem Zusammenstoß im Warburger Wald, hatte er den Klostermann selbst als Verteidiger in einer Anklage vor dem Kreisgericht Warburg wegen Wilddieberei vertreten und einen Freispruch erwirkt. Statt einer Vergütung nahm Geissel ihm das Versprechen ab, niemals in dessen Jagdbezirken die Jagd ausüben zu wollen. Dass er sein Versprechen gebrochen, ergab nun die Ergreifung. Klostermann wurde zu fünf Jahren Gefängnis verurteilt und verbüßte die Strafe. Nachdem er eine weitere Gefängnisstrafe verbüßt hatte, verließ er die Kreise Paderborn und Warburg. Sein weiterer Lebenslauf ist ungeklärt.

## Auszeichnungen und Ehrungen
Die Stadt Warburg verlieh Max Geissel für seine Verdienste als ehrenamtlicher stellv. Bürgermeister und Erster Beigeordneter in 40-jähriger Dienstzeit am 30. Oktober 1919 das Ehrenbürgerrecht. Zudem wurde in Warburg der „Geisselpfad“ nach ihm benannt. Als Auszeichnungen erhielt er unter anderem den Roten-Adler-Orden IV. Klasse und den Kronen-Orden IV. Klasse, beide Orden des Königreichs Preußen.